# Piper gualeanum
Piper gualeanum là một loài thực vật thuộc họ Piperaceae. Đây là loài đặc hữu của Ecuador.